# المجلس الأطلسي
المجلس الأطلسي (بالإنجليزية: Atlantic Council) هي مؤسسة بحثية غير حزبية مؤثرة في مجال الشؤون الدولية. تأسست عام 1961، ويوفر المجلس منتدى للسياسيين ورجال أعمال ومفكرين عالميين. وتدير المؤسسة عشرة مراكز إقليمية وبرامج وظيفية تتعلق بالأمن الدولي والازدهار الاقتصادي العالمي. يقع مقرها الرئيسي في واشنطن دي سي بالولايات المتحدة.